# ケント・ベック

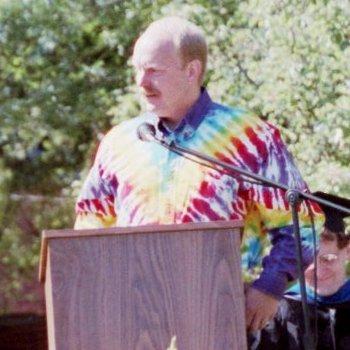
ケント・ベック

ケント・ベック (Kent Beck) はエクストリーム・プログラミング (XP) の考案者でアジャイルマニフェスト (Agile Manifesto) の起草者の一人。彼はデザインパターン、テスト駆動開発、Smalltalkに関する本を書いた。ベックはウォード・カニンガムと一緒にCRCカードを普及させた。SmalltalkのユニットテストのフレームワークであるSUnitを開発した。さらにエーリヒ・ガンマと共同でJavaのユニットテストのフレームワークJUnitを開発した。ケント・ベックはオレゴン大学のコンピュータサイエンスの修士号を取得している。

## 著作

### 著書
- Smalltalk Best Practice Patterns. Prentice Hall, 1996. ISBN 0-13-476904-X.
『ケント・ベックのSmalltalkベストプラクティス・パターン — シンプル・デザインへの宝石集』ケント ベック(著)、梅沢真史(翻訳)、皆川誠(翻訳)、小黒 直樹(翻訳)、森島みどり(翻訳)、ピアソン・エデュケーション、2003年 ISBN 4894717549
- Kent Beck's Guide to Better Smalltalk : A Sorted Collection. Cambridge University Press, 1998. ISBN 0-521-64437-2.
- Extreme Programming Explained: Embrace Change. Addison-Wesley, 2000. ISBN 0-201-61641-6. Second edition 2004 with Cynthia Andres. ISBN 0-321-27865-8.
『XPエクストリーム・プログラミング入門 — 変化を受け入れる 第2版』 ケント ベック(著)、長瀬嘉秀(監訳)、テクノロジックアート(翻訳) 、ピアソン・エデュケーション、2005年 ISBN 978-4894716858 (第1版は2000年)
- Planning Extreme Programming. With Martin Fowler. Addison-Wesley, 2000. ISBN 0-201-71091-9.
『XPエクストリーム・プログラミング実行計画』ケント・ベック(著)、マーティン・ファウラー(著)、長瀬嘉秀(監訳)、飯塚麻理香(翻訳) 、ピアソン・エデュケーション、2001年 ISBN 4894713411
- Test-Driven Development: By Example. Addison-Wesley, 2002. ISBN 0-321-14653-0.
『テスト駆動開発入門』 ケント・ベック(著)、長瀬嘉秀(監訳)、テクノロジックアート(翻訳) 、ピアソン・エデュケーション、2003年 ISBN 4894717115
- Contributing to Eclipse: Principles, Patterns, and Plugins. With Erich Gamma. Addison-Wesley, 2003. ISBN 0-321-20575-8.
『Eclipseプラグイン開発: デザインパターン×テスト駆動開発』 エリック・ガンマ(著)、ケント・ベック(著)、小林健一郎(訳)、ソフトバンククリエイティブ、2004年 ISBN 4797324899
- JUnit Pocket Guide. O'Reilly, 2004. ISBN 0-596-00743-4.
- Implementation Patterns. Addison-Wesley, 2007. ISBN 978-0321413093.
『実装パターン』 ケント・ベック(著)、長瀬 嘉秀 (監修), 永田 渉 (監修), 株式会社テクノロジックアート (翻訳)、ピアソン・エデュケーション、2008年 ISBN 978-4894712874

### 論文
- Using Pattern Languages for Object-Oriented Programs. ウォード・カニンガムとの共著. OOPSLA'87.
- A Laboratory For Teaching Object-Oriented Thinking. ウォード・カニンガムとの共著. OOPSLA'89.